# Miconia maximiliana
Miconia maximiliana är en tvåhjärtbladig växtart som beskrevs av Dc.. Miconia maximiliana ingår i släktet Miconia och familjen Melastomataceae. Inga underarter finns listade i Catalogue of Life.